# Sectores da Guiné-Bissau
Esta é uma lista dos sectores da Guiné-Bissau, por região administrativa. A lista não inclui o Sector Autónomo de Bissau.

## Mapas dos sectores por região

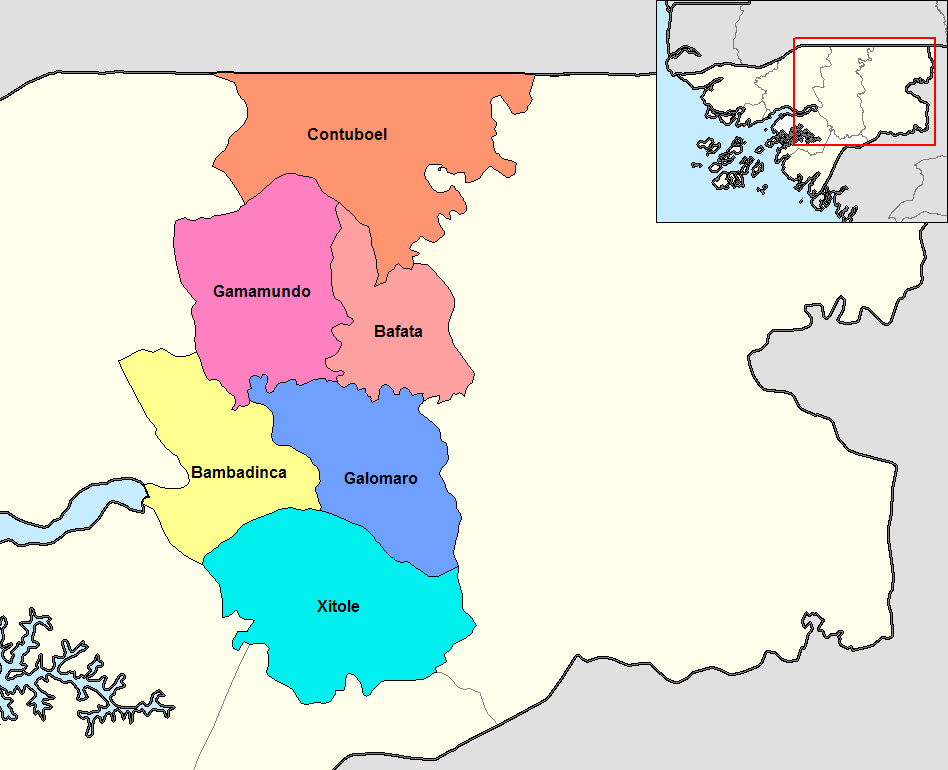
Bafatá
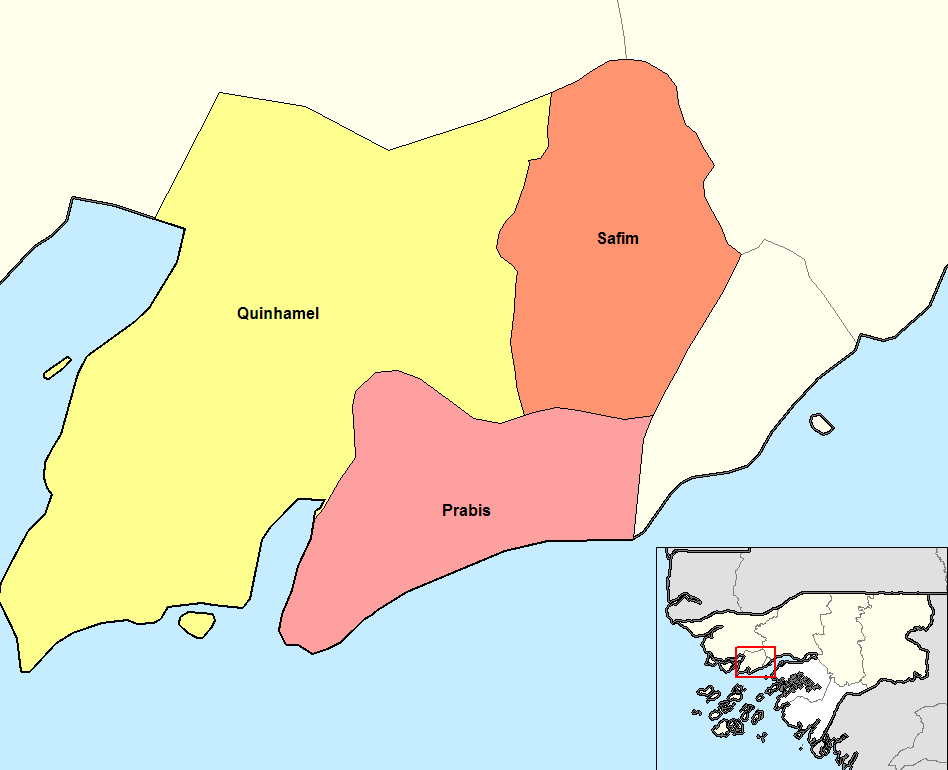
Biombo
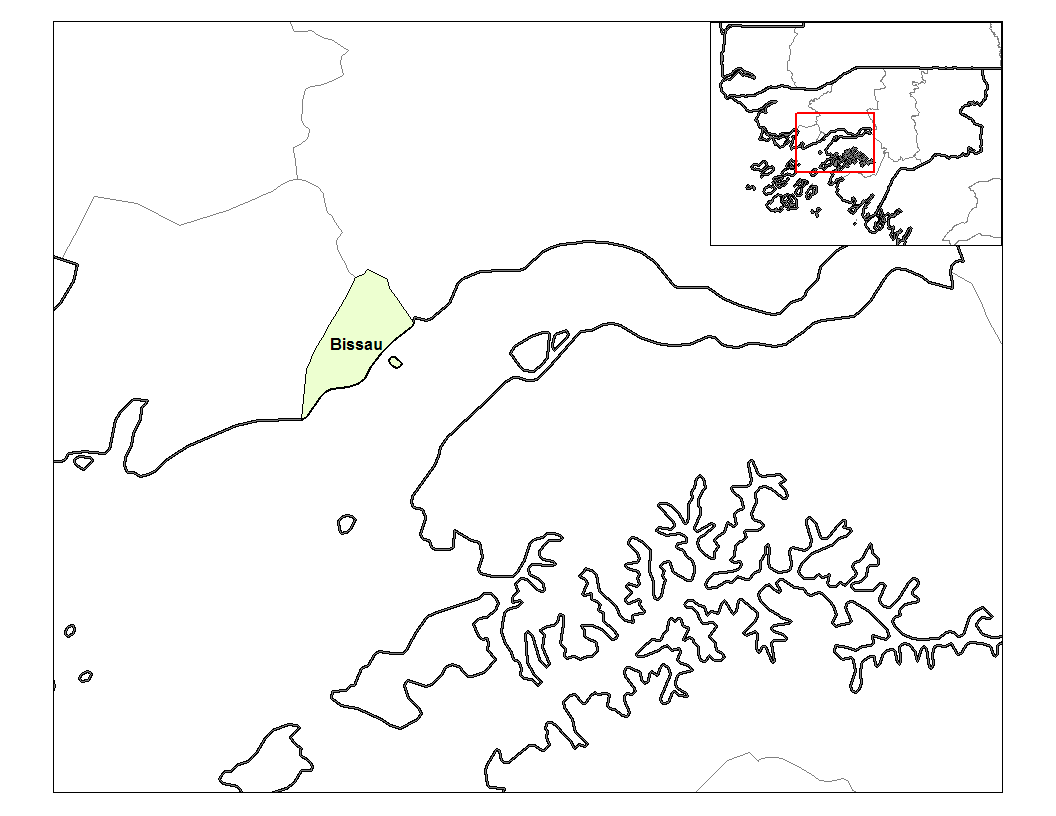
Bissau
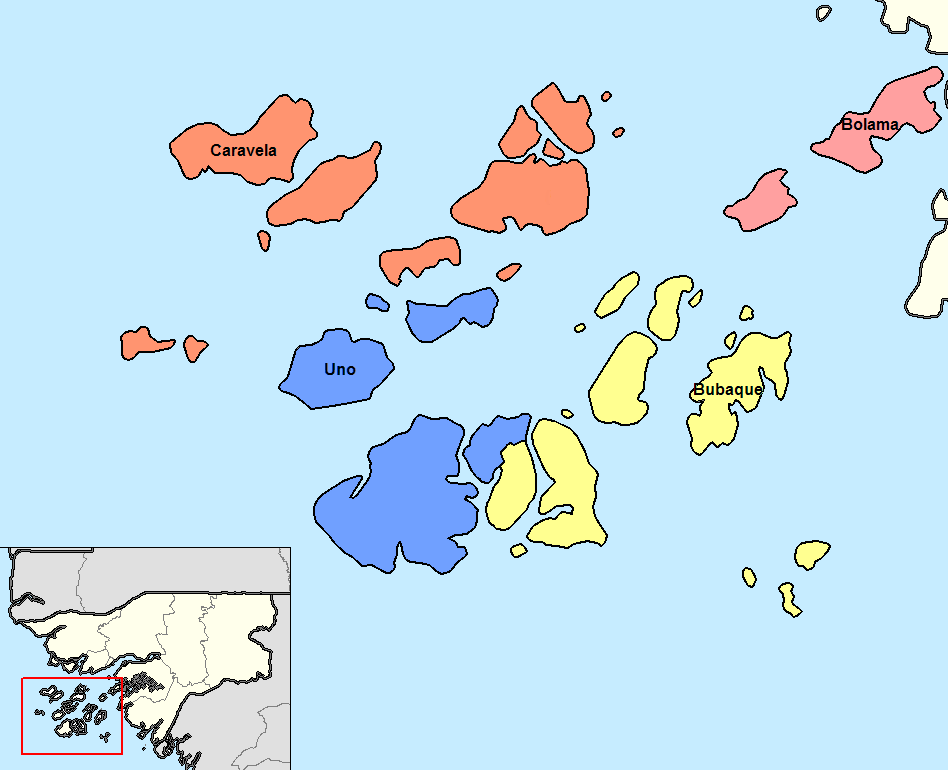
Bolama
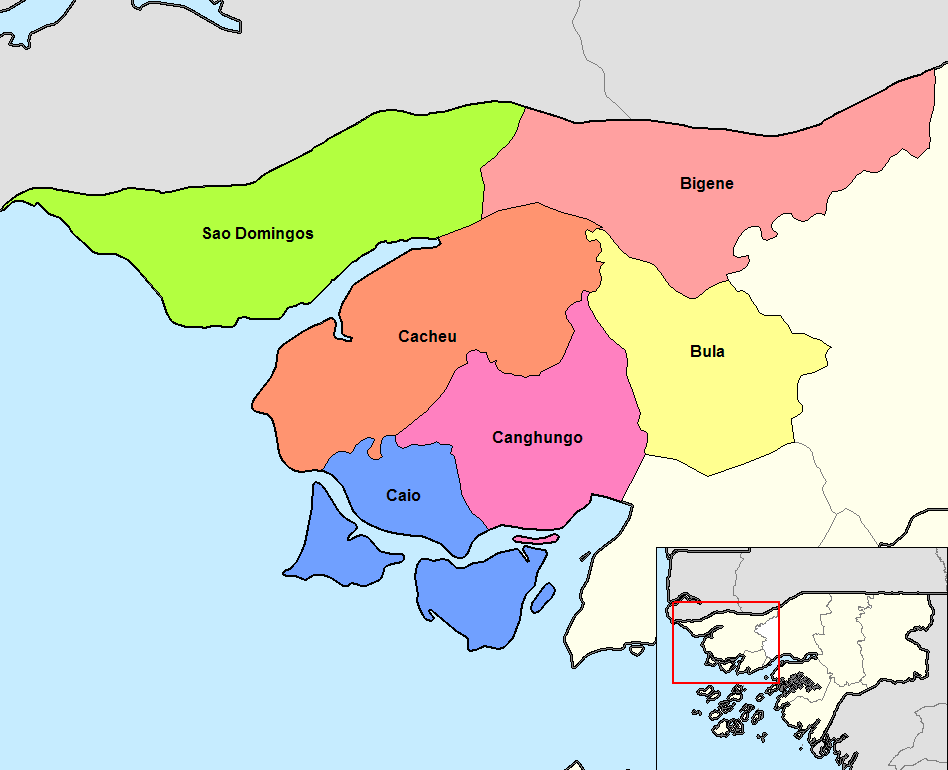
Cacheu
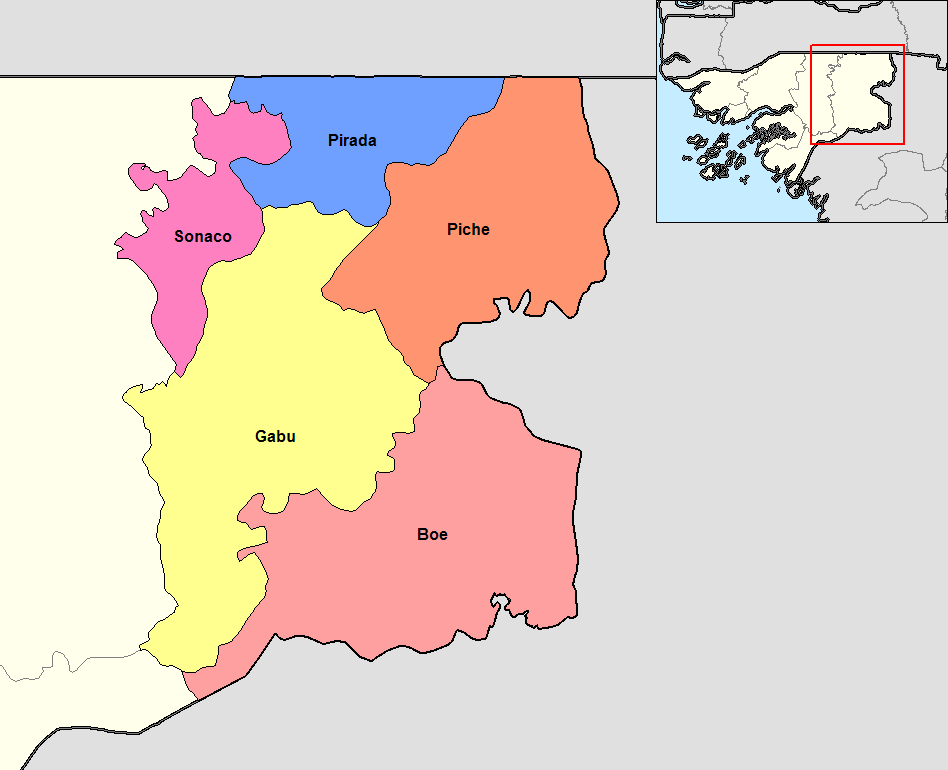
Gabu
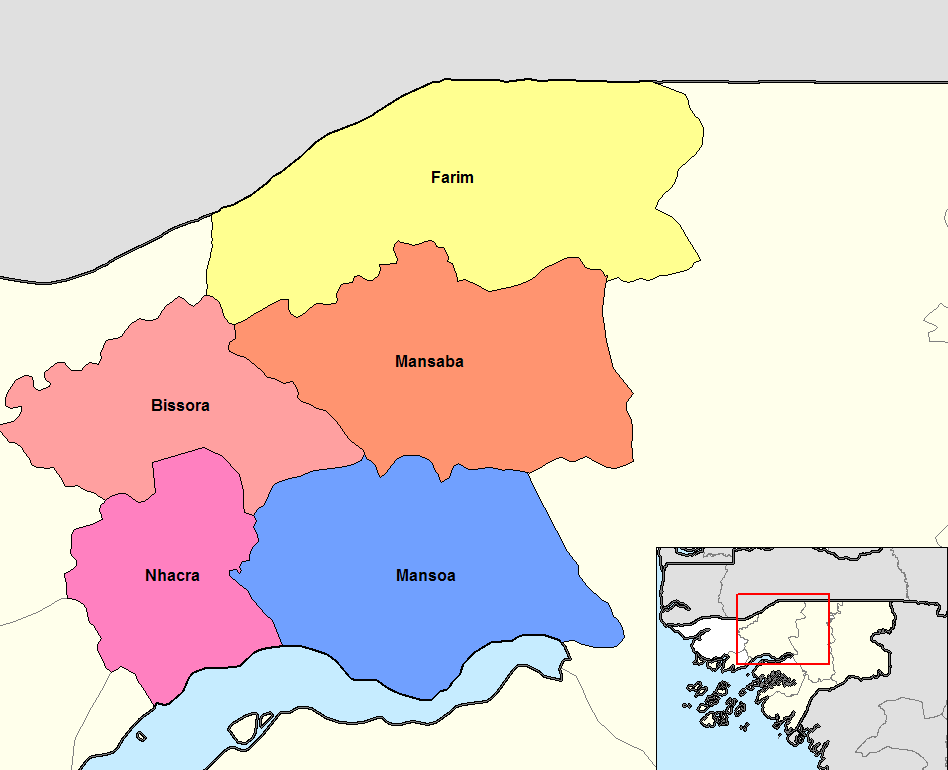
Oio
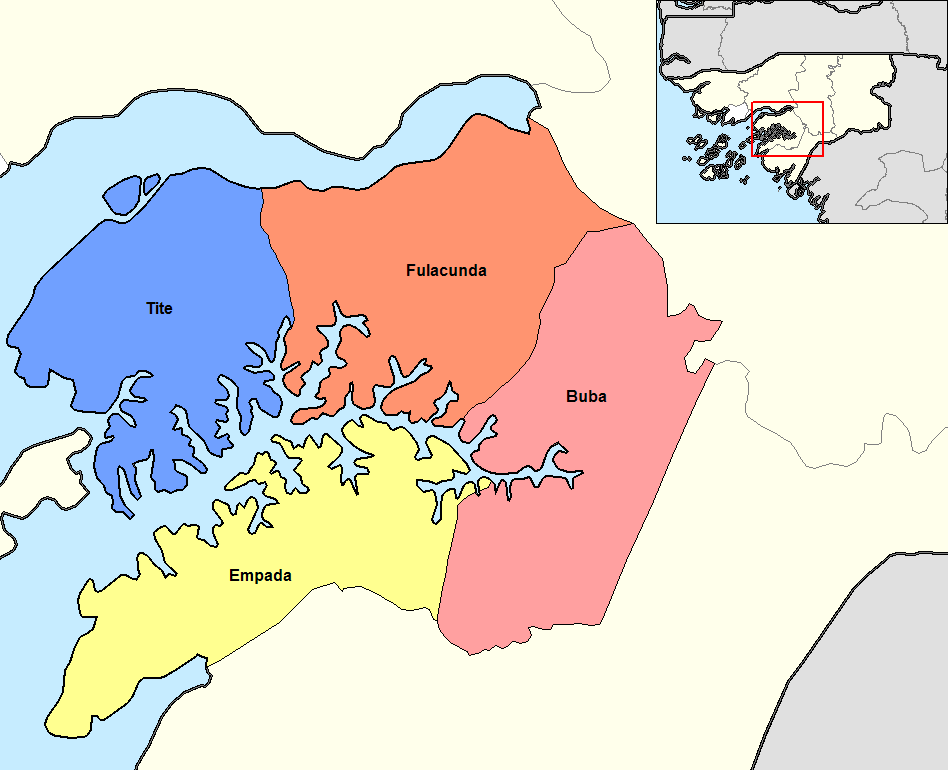
Quinara
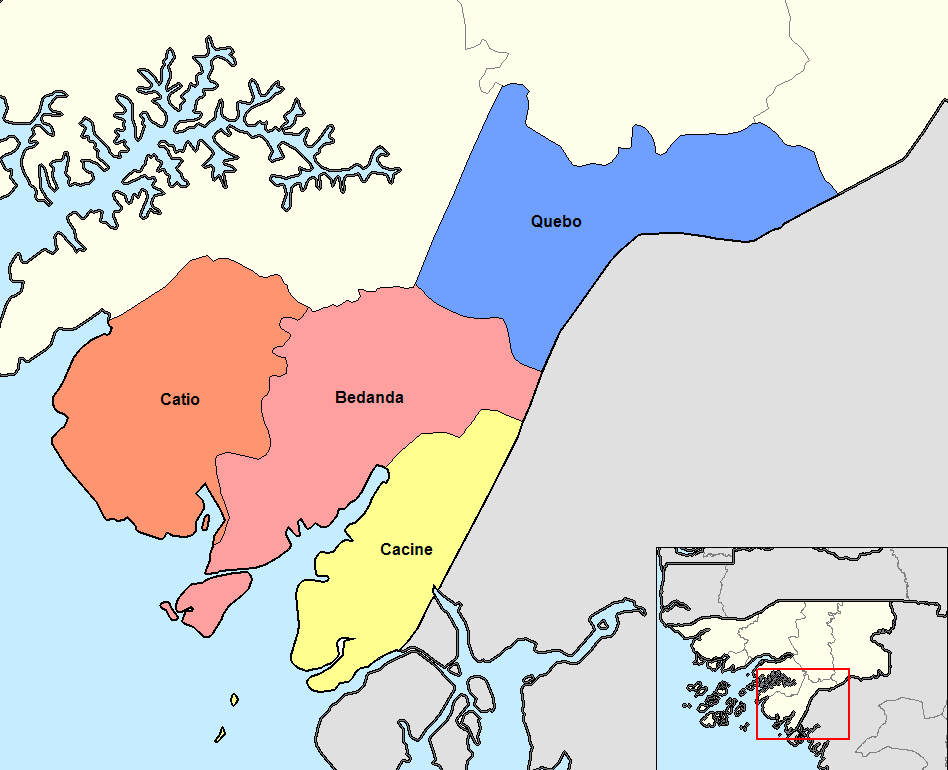
Tombali

## Biombo
| Nome      | QID       | População | Área (Km2) | Densidade | Imagem | Localização | Coordenadas                  | Categoria do Commons | Fonte |
| --------- | --------- | --------- | ---------- | --------- | ------ | ----------- | ---------------------------- | -------------------- | ----- |
| Prabis    | Q2421892  |           |            |           |        |             | 11° 48′ 07″ N, 15° 44′ 19″ O | Prabis               |       |
| Quinhamel | Q31873327 |           |            |           |        |             | 11° 53′ 13″ N, 15° 51′ 20″ O |                      |       |
| Safim     | Q1770375  |           |            |           |        |             | 11° 57′ N, 15° 39′ O         | Safim                |       |

## Oio
| Nome    | QID       | População | Área (Km2) | Densidade | Imagem | Localização | Coordenadas                                               | Categoria do Commons | Fonte |
| ------- | --------- | --------- | ---------- | --------- | ------ | ----------- | --------------------------------------------------------- | -------------------- | ----- |
| Bissorã | Q16501677 |           |            |           |        |             | 12° 12′ 14″ N, 15° 30′ 18″ O                              |                      |       |
| Farim   | Q10280062 |           |            |           |        |             | 12° 29′ 00″ N, 15° 13′ 00″ O 12° 33′ 40″ N, 15° 09′ 58″ O |                      |       |
| Mansabá | Q1771615  |           |            |           |        |             | 12° 17′ 31″ N, 15° 10′ 58″ O                              | Mansabá              |       |
| Mansoa  | Q20060238 |           |            |           |        |             | 12° 03′ 18″ N, 15° 12′ 56″ O                              |                      |       |
| Nhacra  | Q1771572  |           |            |           |        |             | 11° 59′ 03″ N, 15° 32′ 42″ O                              | Nhacra               |       |

## Quinara
| Nome      | QID       | População | Área (Km2) | Densidade | Imagem | Localização | Coordenadas                                               | Categoria do Commons   | Fonte |
| --------- | --------- | --------- | ---------- | --------- | ------ | ----------- | --------------------------------------------------------- | ---------------------- | ----- |
| Buba      | Q25211100 | 17123     | 744        | 23.01     |        |             | 11° 34′ 32″ N, 15° 00′ 00″ O                              |                        | Fonte |
| Empada    | Q3724794  | 17517     | 777.4      | 22.53     |        |             | 11° 33′ 00″ N, 15° 14′ 00″ O                              | Empada (Guinea-Bissau) | Fonte |
| Fulacunda | Q10286178 | 11275     | 917        | 12.3      |        |             | 11° 26′ 00″ N, 15° 25′ 00″ O 11° 48′ 00″ N, 15° 10′ 00″ O |                        | Fonte |
| Tite      | Q3991840  | 14862     | 699.5      | 21.25     |        |             | 11° 47′ 00″ N, 15° 24′ 00″ O                              | Tite (Guinea-Bissau)   | Fonte |

## Região de Bafatá
| Nome       | QID       | População | Área (Km2) | Densidade | Imagem | Localização | Coordenadas                  | Categoria do Commons | Fonte |
| ---------- | --------- | --------- | ---------- | --------- | ------ | ----------- | ---------------------------- | -------------------- | ----- |
| Bafatá     | Q16496075 | 68956     | 837        | 82.38     |        |             | 12° 10′ 23″ N, 14° 35′ 35″ O |                      | Fonte |
| Bambadinca | Q1770386  | 31834     | 843.8      | 37.73     |        |             | 12° 02′ 00″ N, 14° 52′ 00″ O | Bambadinca           | Fonte |
| Contuboel  | Q524784   | 44048     | 1550.4     | 28.41     |        |             | 12° 22′ 00″ N, 14° 34′ 00″ O | Contuboel            | Fonte |
| Galomaro   | Q5519281  | 14862     | 508        | 29.26     |        |             | 11° 56′ 50″ N, 14° 38′ 26″ O | Galomaro             | Fonte |
| Gã-Mamudo  | Q1770590  | 24564     | 903        | 27.2      |        |             | 12° 16′ 00″ N, 14° 44′ 00″ O | Gã-Mamudo            | Fonte |
| Xitole     | Q974199   | 16928     | 1339       | 12.64     |        |             | 11° 44′ 00″ N, 14° 49′ 00″ O | Xitole               | Fonte |

## Região de Bolama
| Nome     | QID       | População | Área (Km2) | Densidade | Imagem | Localização | Coordenadas                  | Categoria do Commons | Fonte |
| -------- | --------- | --------- | ---------- | --------- | ------ | ----------- | ---------------------------- | -------------------- | ----- |
| Bolama   | Q30938892 |           |            |           |        |             |                              | Bolama (sector)      |       |
| Bubaque  | Q25211099 |           |            |           |        |             | 11° 17′ 00″ N, 15° 50′ 00″ O | Bubaque (sector)     |       |
| Caravela | Q25211097 |           |            |           |        |             | 11° 34′ 00″ N, 16° 16′ 00″ O |                      |       |
| Uno      | Q30939721 |           |            |           |        |             | 11° 16′ N, 16° 14′ O         |                      |       |

## Região de Cacheu
| Nome         | QID       | População | Área (Km2) | Densidade | Imagem | Localização | Coordenadas                  | Categoria do Commons         | Fonte |
| ------------ | --------- | --------- | ---------- | --------- | ------ | ----------- | ---------------------------- | ---------------------------- | ----- |
| Bigene       | Q2421311  |           |            |           |        |             | 12° 26′ 24″ N, 15° 32′ 30″ O | Bigene                       |       |
| Bula         | Q2319233  |           |            |           |        |             | 12° 06′ 14″ N, 15° 42′ 29″ O | Bula (Guinea-Bissau)         |       |
| Cacheu       | Q25211102 |           |            |           |        |             | 12° 10′ 00″ N, 16° 10′ 00″ O |                              |       |
| Caió         | Q3649970  |           |            |           |        |             | 11° 55′ 40″ N, 16° 12′ 10″ O |                              |       |
| Canchungo    | Q3655334  |           |            |           |        |             | 12° 26′ 39″ N, 15° 52′ 01″ O | Canghungo                    |       |
| São Domingos | Q771106   |           |            |           |        |             | 12° 24′ 07″ N, 16° 12′ 02″ O | São Domingos (Guinea-Bissau) |       |

## Região de Gabu
| Nome          | QID       | População | Área (Km2) | Densidade | Imagem | Localização | Coordenadas                                               | Categoria do Commons | Fonte |
| ------------- | --------- | --------- | ---------- | --------- | ------ | ----------- | --------------------------------------------------------- | -------------------- | ----- |
| Gabu          | Q10287952 |           |            |           |        |             | 12° 17′ 00″ N, 14° 13′ 00″ O 12° 07′ 19″ N, 14° 14′ 28″ O |                      |       |
| Madina do Boé | Q1024921  |           |            |           |        |             | 11° 45′ 00″ N, 14° 19′ 00″ O                              | Madina do Boé        |       |
| Pirada        | Q1771304  |           |            |           |        |             | 12° 40′ 00″ N, 14° 10′ 00″ O                              | Pirada               |       |
| Pitche        | Q1771273  |           |            |           |        |             | 12° 20′ 00″ N, 13° 57′ 00″ O                              | Pitche               |       |
| Sonaco        | Q3490047  |           |            |           |        |             | 12° 24′ 00″ N, 14° 29′ 00″ O                              | Sonaco               |       |

## Tombali
| Nome    | QID       | População | Área (Km2) | Densidade | Imagem | Localização | Coordenadas                                               | Categoria do Commons | Fonte |
| ------- | --------- | --------- | ---------- | --------- | ------ | ----------- | --------------------------------------------------------- | -------------------- | ----- |
| Bedanda | Q1771240  | 24293     | 1142.6     | 21.26     |        |             | 11° 21′ 00″ N, 15° 07′ 00″ O                              | Bedanda              | Fonte |
| Cacine  | Q3649380  | 15648     | 613.4      | 25.51     |        |             | 11° 07′ 00″ N, 15° 01′ 00″ O                              | Cacine               | Fonte |
| Catió   | Q30939720 | 26999     | 1020.1     | 26.47     |        |             | 11° 17′ 00″ N, 15° 15′ 00″ O                              | Catió                | Fonte |
| Como    | Q3816307  | 8700      |            |           |        |             | 11° 13′ 00″ N, 15° 11′ 00″ O                              | Komo (Guinea-Bissau) | Fonte |
| Quebo   | Q10356022 | 15372     | 960.4      | 16.01     |        |             | 11° 32′ 10″ N, 14° 45′ 57″ O 11° 32′ 42″ N, 14° 48′ 00″ O | Quebo                | Fonte |

∑ 38 items.